# Marlothistella
Marlothistella (лат.) — род суккулентных растений семейства Аизовые (Aizoaceae), подсемейства Ruschioideae, произрастающий на территории Капской провинции Южно-Африканской Республики.

## Название
Родовое латинское (научное) название Marlothistella дано в честь профессора Рудольфа Марлота (1855-1931), немецкого ботаника, химика-аналитика и фармацевта, проживавшего в Южной Африке с 1883 года. Он также был профессором химии в Стелленбосском университете с 1889 по 1892 год. Вторая часть названия происходит от латинского stella, — «звезда», и отражает форму плода.

## Таксономия
Marlothistella Schwantes, первое упоминание в Gartenwelt 32: 599. (1928).

### Виды
Согласно данным сайта WFO Plantlist на июнь 2023 года, род состоит из 2 видов:
- Marlothistella stenophylla (L.Bolus) S.A.Hammer — многолетний вид с тонкими пальцеобразными листьями. Корень реповидный и мясистый. Форма листьев варьирует от треугольных до более или менее полуцилиндрических; они имеют остроконечную форму, гладкую поверхность и точечную структуру. Ширина листьев составляет всего 2-3 мм, а толщина достигает 50 мм. Цветки имеют диаметр до 35 мм и окрашены в розовато-лиловые оттенки; длина лепестков составляет 16 мм. Плоды имеют 5 гнезд[4].
- Marlothistella uniondalensis Schwantes —  небольшое компактное растение с толстыми корнями и тонкими языкообразными листьями. В период с середины летней жары обычно происходит небольшой перерыв в росте. Корни дистально разветвляются и имеют мясистую структуру, формируя каудекс. При выращивании каудекс может достигать 8 см в диаметре, а высота может достигать 15 см. Листья длинные, узкие и остроконечные, их длина составляет около 45 мм, а ширина у основания - 5 мм. Это усложняет их обнаружение среди трав, где это растение произрастает. Цветки одиночные, похожие на маргаритки, окрашенные в белые, бледно-розовые и розово-пурпурные оттенки, диаметром до 35 мм. Растение начинает цветение с ноября по февраль, даже при низких и отрицательных температурах[5].